# Tom Pidcock
Thomas "Tom" Pidcock (født 30. juli 1999 i Leeds) er en professionel cykelrytter fra Storbritannien, der er på kontrakt hos Q36.5 Pro Cycling Team. Han deltager i cykelcross, landevejscykling og mountainbike, hvor han som junior har vundet VM-medaljer i alle discipliner.